# Liste der Monuments historiques in Paimpol
Die Liste der Monuments historiques in Paimpol führt die Monuments historiques in der französischen Gemeinde Paimpol auf.

## Liste der Bauwerke
| Bezeichnung                    | Beschreibung | Standort                              | Kennzeichnung | Schutzstatus | Datum | Bild           |
| ------------------------------ | ------------ | ------------------------------------- | ------------- | ------------ | ----- | -------------- |
| Abtei Beauport                 |              | Chemin de l’Abbaye (Lage)             | PA00089362    | Classé       | 1862  | weitere Bilder |
| Kapelle Notre-Dame in Kergrist |              | Route de Kergrist (Lage)              | PA00089352    | Inscrit      | 1964  | weitere Bilder |
| Manoir de Kerloury             | Herrenhaus   | Chemin de Kerloury (Lage)             | PA00089355    | Inscrit      | 1971  | weitere Bilder |
| Manoir du Grand-Pontébar       | Herrenhaus   | Rue Kéralain (Lage)                   | PA00089354    | Inscrit      | 1970  | weitere Bilder |
| Haus                           |              | 2, place du Martray (Lage)            | PA00089357    | Inscrit      | 1964  | weitere Bilder |
| Haus                           |              | 24, place du Martray (Lage)           | PA00089360    | Inscrit      | 1930  |                |
| Haus                           |              | Place du Martray (Lage)               | PA00089356    | Inscrit      | 1964  | weitere Bilder |
| Zwei Häuser                    |              | 27, 29, quai Morand (Lage)            | PA00089358    | Inscrit      | 1964  | weitere Bilder |
| Haus                           |              | Rue de Ploubazlanec (Lage)            | PA00089361    | Inscrit      | 1930  | weitere Bilder |
| Kreuz                          |              | Rue de Sainte-Barbe (Lage)            | PA00089363    | Inscrit      | 1926  | weitere Bilder |
| Ehemalige Kirche               |              | Place de Verdun (Lage)                | PA00089353    | Classé       | 1916  | weitere Bilder |
| Haus                           |              | Rue de la Vieille-Poissonnerie (Lage) | PA00089359    | Inscrit      | 1964  | weitere Bilder |
| Kapelle in Lanvignec           |              | (Lage)                                | PA00089351    | Inscrit      | 1964  | weitere Bilder |

## Liste der Objekte

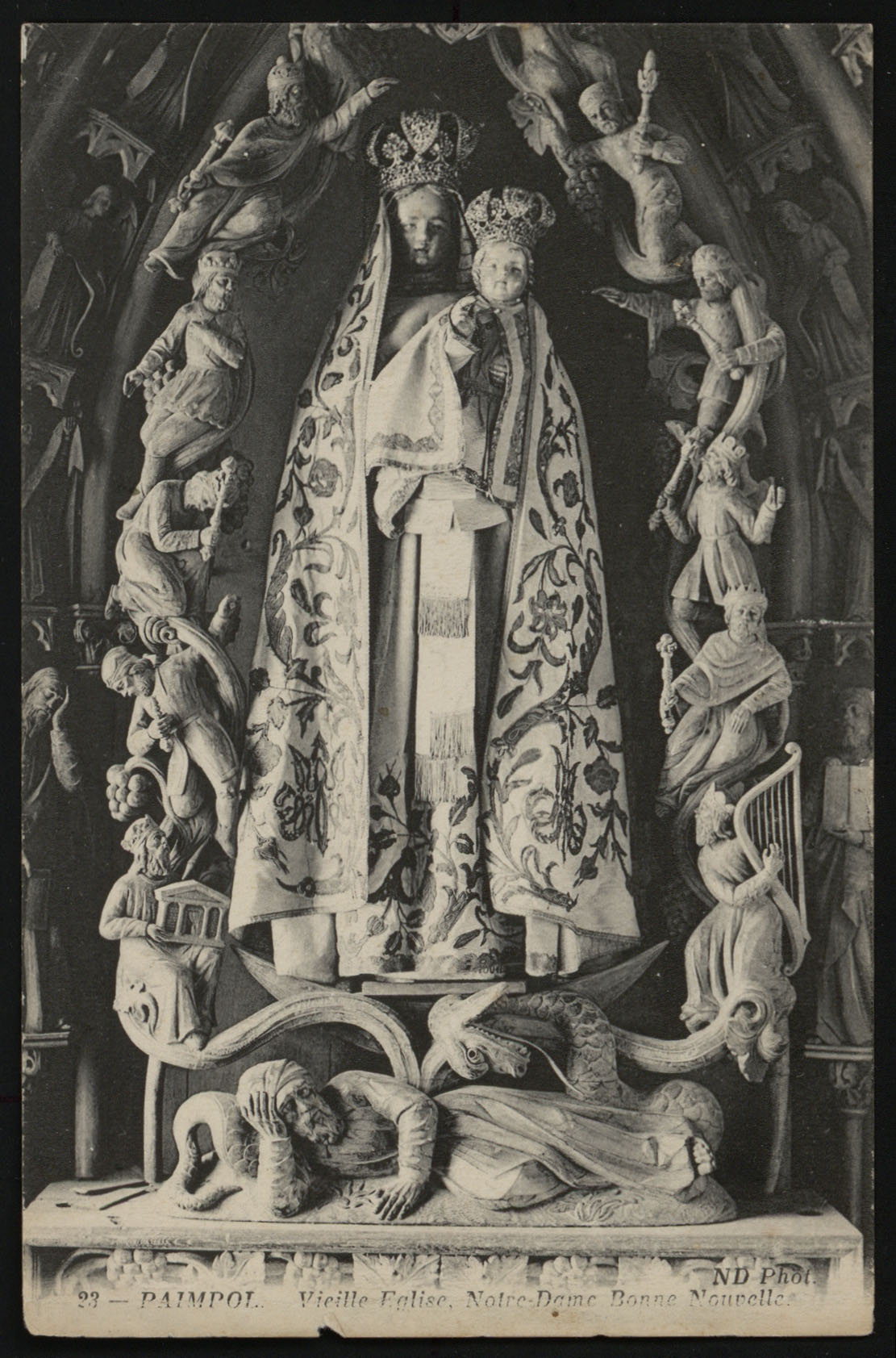
Madonna mit Kind (17. Jahrhundert) in der Kirche Notre-Dame-de-Bonne-Nouvelle

- Monuments historiques (Objekte) in Paimpol in der Base Palissy des französischen Kultusministeriums